# كيفن سبينيلي
كيفن سبينيلي (بالإنجليزية: Kevin Spinelli)‏ هو لاعب كرة قدم بريطاني، ولد في 25 يوليو 2002.